# Per La Mia Gente / For My People
Albums par Marco Polo
The Stupendous Adventures of Marco Polo
(2010) Newport Authority 2
(2013)
Albums par Ghemon Gilmar
Qualcosa è cambiato - Qualcosa cambierà Vol. 2
(2012) Aspetta un minuto
(2013)
Albums par Bassi Maestro
Stanno tutti bene
(2012) Vieni a prenderci
(2013)
Per La Mia Gente (For My People) est un EP collaboratif du producteur Marco Polo et des rappeurs italiens Ghemon Gilmar et Bassi Maestro, sorti le 29 octobre 2012.

## Liste des titres
| No | Titre                            | Durée |
| -- | -------------------------------- | ----- |
| 1. | Meglio che chiedi a qualcuno     | 3:28  |
| 2. | Per La Mia Gente (For My People) | 3:49  |
| 3. | Niente di buono                  | 3:54  |
| 4. | Nonostante tutto                 | 3:41  |
| 5. | Rap Vero (featuring DJ Shocca)   | 3:00  |
| 6. | Str*nzate & Musica               | 3:24  |
| 7. | Get Live!!! (featuring Torae)    | 3:54  |